# Procol Harum (album)
Albums de Procol Harum
Shine on Brightly
(1968)
Procol Harum est le premier album du groupe du même nom, sorti en juin 1967 chez Regal Zonophone au Royaume-Uni et chez Deram aux États-Unis. Il a été réédité en 1972 aux États-Unis par A&M avec une nouvelle pochette, sous le titre A Whiter Shade of Pale.

## Titres
Toutes les chansons sont écrites par Keith Reid et composées par Gary Brooker, sauf Repent Walpurgis, composée par Matthew Fisher. En 2009, après quatre années de procédures, Fisher s'est également vu reconnaître des droits de composition sur A Whiter Shade of Pale.

### Face 1
1. A Whiter Shade of Pale – 4:08
2. Conquistador – 2:37
3. She Wandered Throught the Garden Fence – 3:24
4. Something Following Me – 3:37
5. Mabel – 1:58
6. Cerdes (Outside the Gate of) – 5:05

### Face 2
1. A Christmas Camel – 4:50
2. Kaleidoscope – 2:54
3. Salad Days (Are Here Again) – 3:41
4. Good Captain Clack – 1:30
5. Repent Walpurgis – 5:08

## Musiciens
- Gary Brooker : piano, chant
- Matthew Fisher : orgue
- Dave Knights : basse
- Keith Reid : paroles
- Robin Trower : guitare
- B. J. Wilson : batterie

Sur A Whiter Shade of Pale, la guitare est tenue par Ray Royer et la batterie, par Bill Eyden, à la place de Robin Trower et B. J. Wilson respectivement.